# Гайнц Гітлер
Генріх «Гайнц» Гітлер (нім. Heinrich «Heinz» Hitler, 14 березня 1920, Магдебург — 21 лютого 1942, Москва) — німецький військовик, унтерофіцер вермахту. Племінник Адольфа Гітлера.

## Біографія
Гайнц є сином Алоїса-молодшого, єдинокровного брата Адольфа Гітлера, від другого шлюбу з Гедвіґою Хайдеманн (або Хедвиг Міклі).
Гайнц Гітлер був улюбленим племінником Адольфа Гітлера. На відміну від свого брата Вільяма Патріка Гітлера він був нацистом. У 1938 році закінчив елітну нацистську військову академію — Націонал-політичну академію («Напола») в Балленштедті і вибрав офіцерську кар'єру.
Служив у чині унтер-офіцера в 23-му потсдамському артилерійському полку зв'язківцем. Воював на Східному фронті. Брав участь у вторгненні в Радянський Союз за планом Барбаросса.
10 січня 1942 Гайнц Гітлер потрапив у полон і був направлений в Москву до Бутирської в'язниці, де був закатований до смерті у лютому 1942 року. Місце поховання невідоме.

## Нагороди
- Залізний хрест 2-го класу
- Нагрудний знак «За поранення» в чорному

## Особистість
За свідченнями колишнього однокласника Гайнца, Ганса-Вольфа Вернера, той вихвалявся родинними зв'язками з фюрером і активно користувався доступними йому привілеями: «Один із хлопців мав автомобіль. Вони ганяли по Магдебургу без водійських прав. Поліція зупинила їх, і він показав своє посвідчення „Гайнц Гітлер“ [і] поліція просто віддала їм честь і дозволила їхати далі (сміється)».